# District de Gangzha
Le district de Gangzha (港闸区 ; pinyin : Gǎngzhá Qū) est une subdivision administrative de la province du Jiangsu en Chine. Il est placé sous la juridiction de la ville-préfecture de Nantong.